# My World
My World (dt.: Meine Welt) ist eine Extended Play des kanadischen Pop-Musikers Justin Bieber. Sie wurde am 17. November 2009 in den USA und in Kanada veröffentlicht, woraufhin sie in den Billboard 200 Platz fünf erreichte. In Deutschland war die EP ab dem 26. Januar 2010 erhältlich, sie konnte sich in den deutschen Albumcharts auf Rang sieben platzieren.

## Komposition
Das Album ist weitestgehend im Bereich der Popmusik angesiedelt, wurde jedoch auch hörbar von R&B-Musik beeinflusst. Des Weiteren wurde es oftmals mit der Musik von Künstlern wie Michael Jackson, Usher, Stevie Wonder, Chris Brown und Ne-Yo verglichen. Manche Musikzeitschriften teilten das Album in zwei Teile ein: die schnelleren R&B-/Pop-Lieder („One Time“, „Favorite Girl“, „Bigger“ und „Love Me“) sowie die ruhigeren Titel („First Dance“, „One Less Lonely Girl“ und „Down to Earth“). Die Entertainment Weekly nannte diese stilistischen Unterschiede „niedlichen Dance-Pop“ und „kitschige Schwärmerei-Balladen“.

## Titelliste
| #  | Titel                                                                                       | Songwriting | Produktion                                  | Länge |
| -- | ------------------------------------------------------------------------------------------- | --- | ------------------------------------------- | ----- |
| 1. | One Time                                                                                    | Tricky Stewart, The-Dream, James Bunton, Corron Cole, Thabiso Nkhereanye                                                       | C. Stewart, Kuk Harrell, J. Bunton, C. Cole | 3:35  |
| 2. | Favorite Girl                                                                               | Antea Birchett, Anesha Birchet, Dernst Emile II, Delisha Thomas                                                                | D’Mile                                      | 4:16  |
| 3. | Down To Earth                                                                               | Justin Bieber, Midi Mafia, Mason Levy, Carlos Battey, Steven Battey                                                            | Midi Mafia                                  | 4:05  |
| 4. | Bigger                                                                                      | Justin Bieber, Midi Mafia, Dapo Torimiro, Lonny Breaux                                                                         | Midi Mafia, T.Torimiro                      | 3:17  |
| 5. | One Less Lonely Girl                                                                        | Ezekiel Lewis, Balewa Muhammad, Sean Hamilton, Hyuk Shin, Usher Raymond IV                                                     | E. Lewis, B. Muhammad, S. Hamilton, H. Shin | 3:49  |
| 6. | First Dance (feat. Usher)                                                                   | Justin Bieber, Usher Raymond IV, Jesse "Corporal" Wilson, Ryan Lovette, Dwight Reynolds, Alexander "Prettyboifresh" Parhm, Jr. | Prettyboifresh                              | 3:42  |
| 7. | Love Me                                                                                     | Peter Svensson, Nina Persson, Peter Hernandez, Phillip Lawrence, Ari Levine                                                    | DJ Frank E                                  | 3:12  |
|    | Bonus-Tracks                                                                                | |                                             |       |
| 8. | Common Denominator (USA, Kanada, Australien (alle iTunes), Frankreich, „My Worlds-Edition“) | Justin Bieber, Lashaunda "Babygirl" Carr                                                                                       | L. Carr                                     | 4:02  |
| 9. | One Less Lonely Girl (franz. Version); (Kanada, Frankreich)                                 | Ezekiel Lewis, Balewa Muhammad, Sean Hamilton, Hyuk Shin, Usher Raymond IV; Übersetzung: Andrée Watters                        | E. Lewis, B. Muhammad, S. Hamilton, H. Shin | 3:48  |

## Promotion
Die Promotion der Debütsingle und der EP fand im Sommer und Herbst 2009 statt. Bieber besuchte viele Radiostationen und gab dort Exklusiv-Auftritte. In Deutschland trat er im August 2009 bei The Dome auf, wo er das Lied „One Time“ sang. Außerdem war er oft in verschiedenen Fernsehsendungen Interviewgast und präsentierte bei den MTV Video Music Awards 2009 einen Award. Zudem war er Gast in einigen US-amerikanischen Talkshows.
Am 1. November 2009 sollte schließlich die fünf Konzerte umfassende erste Tournee des Sängers beginnen. Da Bieber jedoch zuvor erkrankt war, wurde die erste Show auf Januar 2010 verlegt. Die Tour wurde von der Firma Urban Behavior gesponsert, einer kanadischen Bekleidungskette.
| Datum            | Stadt     | Land   | Veranstaltungsort     |
| ---------------- | --------- | ------ | --------------------- |
| Nordamerika      |           |        |                       |
| 3. November 2009 | Edmonton  | Kanada | West Edmonton Mall    |
| 4. November 2009 | Montreal  | Kanada | Montreal Eaton Centre |
| 5. November 2009 | London    | Kanada | White Oaks Mall       |
| 6. November 2009 | Toronto   | Kanada | Vaughan Mills         |
| Januar 2010      | Vancouver | Kanada | Metrotown             |

Nach dem Ende seiner „Urban Behavior Tour“ begab sich Bieber für einige Shows als Opening Act auf die Fearless Tour von Taylor Swift. Am 16. März 2010 wurde zudem seine My World Tour bekanntgegeben, welche 130 Shows umfasste und ihn auch nach Deutschland führte.

## Veröffentlichte Lieder

### Singles
Als Debütsingle von Bieber wurde das Lied One Time am 7. Juli 2009 veröffentlicht. Es erreichte in den Billboard Hot 100 Platz 17 und in den deutschen Singlecharts Rang 14. In Biebers Heimat Kanada erlangte der Titel Position zwölf.
Als zweite Single der EP war ab dem 6. Oktober 2009 der Song One Less Lonely Girl erhältlich. Dieser konnte sich in den USA sogar noch einen Rang höher als seine Debütsingle platzieren und erreichte dort Platz 16. In Deutschland stieg das Lied auf Platz 22 ein, was gleichzeitig auch die Höchstposition des Liedes darstellte.

### Promo-Tonträger
Am 26. Oktober veröffentlichte man das Lied Love Me als Promo-Tonträger. Es erreichte in den USA daraufhin Position 37 sowie Platz zwölf in Kanada und Rang 71 im Vereinigten Königreich. Zu dem Song wurde auch ein Musikvideo gedreht.
Am 3. November erschien der zweite Promo-Tonträger, welcher gleichzeitig die letzte Veröffentlichung der EP darstellte. Das Lied Favorite Girl erlangte in Kanada Platz 15 und in den USA Rang 26.

## Rezeption
Die EP erhielt überwiegend positive Kritiken und erreichte beispielsweise einen Metascore von 65. Dieser basierte auf sechs Rezensionen. Das Magazin Billboard schrieb in seinem Fazit, dass, wenn „man diese Zulieferung an ergreifenden Versen beurteilt, es kaum noch vorstellbar ist, dass Bieber im nächsten Jahrzehnt noch mehr Hits liefern wird.“ Andy Kellman von Allmusic schrieb den Erfolg Biebers teilweise auch seinen Produzenten zu. Die Lieder, die sie für ihn erarbeitet hätten, stellten zwar keine Topqualität dar, der Sänger komme jedoch mit seinem blitzsauberen Charme und seiner natürlichen Begabung mehr als gut über die Runden. Die Tageszeitung Boston Globe war der Meinung, dass „Bieber ununterscheidbar von all den tausend vorgefertigten Pop-Anwärtern mit musikalischer Unzulänglichkeit“ sei, welche „im Studio beschönigt werden müssen“.

## Kommerzieller Erfolg

### Chartplatzierungen
In den USA konnte sich die EP in der ersten Woche rund 137.000-mal verkaufen, sie debütierte damit auf Platz sechs in den Billboard 200. Nachdem das Album anschließend wieder aus den Top-10 gefallen war, wurden in der vierten Woche rund 97.000 Einheiten verkauft, womit es schließlich insgesamt 392.000 abgesetzte Tonträger verzeichnen konnte. Während die EP in der fünften Woche Rang acht verteidigen konnte, stieg es in der darauffolgenden Woche mit 157.000 verkauften CDs um einen Platz auf Position sieben. Damit setzte Bieber in der sechsten Woche mehr CDs ab als in seiner Debütwoche. In der nächsten Woche stieg das Album wieder auf seine ursprüngliche Höchstposition, Rang sechs. Als im April Biebers erstes Studioalbum My World 2.0 erschien und auf Platz eins der Billboard 200 debütierte, erlangte auch die EP mit Position fünf und weiteren 50.000 verkauften CDs ihre Höchstposition. Zu diesem Zeitpunkt war Bieber auch der erste Musiker seit Nelly 2004, welcher gleichzeitig zwei Alben in den Top-5 der US-amerikanischen Charts platzieren konnte.
In weiteren Ländern Europas erzielte die EP gute Platzierungen.
| ChartsChartplatzierungen       | Höchstplatzierung | Wochen |
| ------------------------------ | ----------------- | ------ |
| Deutschland (GfK)              | 7 (61 Wo.)        | 61     |
| Kanada (MC)                    | 1 (80 Wo.)        | 80     |
| Österreich (Ö3)                | 2 (56 Wo.)        | 56     |
| Schweiz (IFPI)                 | 39 (15 Wo.)       | 15     |
| Vereinigte Staaten (Billboard) | 5 (90 Wo.)        | 90     |
| Vereinigtes Königreich (OCC)   | 3 (79 Wo.)        | 79     |

| ChartsJahrescharts (2010)      | Platzierung |
| ------------------------------ | ----------- |
| Deutschland (GfK)              | 34          |
| Österreich (Ö3)                | 25          |
| Vereinigte Staaten (Billboard) | 8           |
| Vereinigtes Königreich (OCC)   | 12          |

### Auszeichnungen für Musikverkäufe
| Land/Region                  | Auszeichnungen für Musikverkäufe (Land/Region, Auszeichnung, Verkäufe) | Verkäufe  |
| ---------------------------- | ---------------------------------------------------------------------- | --------- |
| Deutschland (BVMI)           | Platin                                                                 | 200.000   |
| Japan (RIAJ)                 | Gold                                                                   | 100.000   |
| Kanada (MC)                  | 2× Platin                                                              | 160.000   |
| Österreich (IFPI)            | Platin                                                                 | 20.000    |
| Portugal (AFP)               | Gold                                                                   | 10.000    |
| Vereinigte Staaten (RIAA)    | 3× Platin                                                              | 3.000.000 |
| Vereinigtes Königreich (BPI) | 3× Platin                                                              | 900.000   |
| Insgesamt                    | 2× Gold · 10× Platin ·                                                 | 4.390.000 |

Hauptartikel: Justin Bieber/Auszeichnungen für Musikverkäufe